# Folding@home
Folding at home (afgekort F@H) is een distributed computing-project met als doel meer te weten komen over eiwitten, met name over wat ze doen en hoe ze vouwen (folding).
Eiwitten zijn de werkpaarden van het lichaam, maar voordat ze kunnen werken moeten ze zich op een bepaalde manier rangschikken, het zogenaamde ordenen of "vouwen". Dit vouwen is fundamenteel voor alle biologische wezens, maar voor de mens eigenlijk bijna een compleet mysterie. Dit vouwen gebeurt constant in het lichaam, maar het gebeurt weleens dat dit misgaat, het zogenaamde misvouwen. Soms is er niets aan de hand als dat gebeurt maar het kan ook gebeuren dat het grote gevolgen heeft.
Met behulp van distributed computing wordt gerekend om de vouwwijze van eiwitten te voorspellen. Voor deze zeer rekenintensieve taken wordt gerekend op de bereidwilligheid van vrijwilligers om de niet-gebruikte rekenkracht van hun computer alsnog te benutten. De vrijwilliger gebruikt een  client die een datapakket binnenhaalt waarna de pc de rekenopdracht afwerkt en de resultaten van de opvouwing terugstuurt. Op deze wijze worden een aantal ziekten bestudeerd die gerelateerd zijn aan dit misvouwen van eiwitten, bijvoorbeeld kanker en diverse hieraan verwante ziektebeelden, Alzheimer, BSE (gekkekoeienziekte), CJD (Creuzfeld Jacob), ALS, Huntington en Parkinson.
De ontwikkelaars van de client hadden ook aangepaste versies uitgebracht voor de ATI Radeon grafische kaarten en sinds juli 2008 worden ook de grafische kaarten van Nvidia ondersteund. Voor de PlayStation 3 is er eveneens een client beschikbaar geweest, die standaard aanwezig is op elke console. Deze kunnen de berekeningen zeer snel uitvoeren in vergelijking met de pc. Daardoor was sinds de lancering van de PlayStation 3 de totale rekenkracht fors toegenomen. Anno 2024 zijn Folding@home-clients beschikbaar voor de volgende platforms:
- Windows
- macOS
- Debian /  Mint /  Ubuntu
- Redhat / CentOS /  Fedora
- ARM-Linux / Raspberry Pi

Op 1 oktober 2007 werd bekendgemaakt dat Folding@home volgens het Guinness Book of Records het grootste netwerk ter wereld is. Deze rekenkracht is vooral te danken aan de PlayStation 3 die overbodige rekenkracht goed kan gebruiken om het project te helpen.
Op 23 oktober 2012 werd bekend dat Folding@home vanaf november 2012 niet meer kan worden gebruikt op de PlayStation 3.

## Onderzoek
Folding@Home bestudeert hoe het misvouwen van eiwitten ziekten kan veroorzaken. Er worden regelmatig nieuwe ziekten aan de lijst toegevoegd. Folding@Home bestudeert onder andere de volgende aandoeningen:
- Ziekte van Alzheimer
- Ziekte van Huntington
- Kanker
- Ziekte van Chagas
- Malaria
- Virussen
- Hiv
- diabetes
- SARS-CoV-2 (COVID-19)

Folding@Home bestudeert ook het ribosoom en de ontwikkeling van nieuwe medicijnen.

## Kanker
Meer dan de helft van alle gekende kankers zijn gelinkt aan mutaties van  p53, een tumorsuppressoreiwit. Dit  eiwit vernietigt cellen in het geval deze  DNA-schade hebben opgelopen. Mutaties van p53 verstoren de functies ervan. Hierdoor kunnen cellen ongecontroleerd groeien met als het gevolg ontstaan van tumoren. In 2004 presenteerde Folding@Home de eerste studies van p53.
IL-2 is een eiwit dat een belangrijke rol speelt in de werking van het immuunsysteem. Het wordt echter zelden gebruikt voor de bestrijding van kanker door de ernstige neveneffecten. In 2012 speelde Folding@Home een rol in de ontdekking van een vorm van IL-2 die 300 maal sterker is en voor minder neveneffecten zorgt.
Folding@Home wordt daarnaast ook gebruikt om Chaperonne-eiwitten te bestuderen. Daarnaast worden andere moleculen bestudeerd, zoals het enzym Src Kinase en het eiwit EETI, dat gebruikt wordt om carcinomen op te sporen, alsook de simulatie van het vouwproces van het eiwit Ubiquitine, een eiwit dat een rol speelt in de celgroei en  -vernietiging.